# Gustave Boulanger

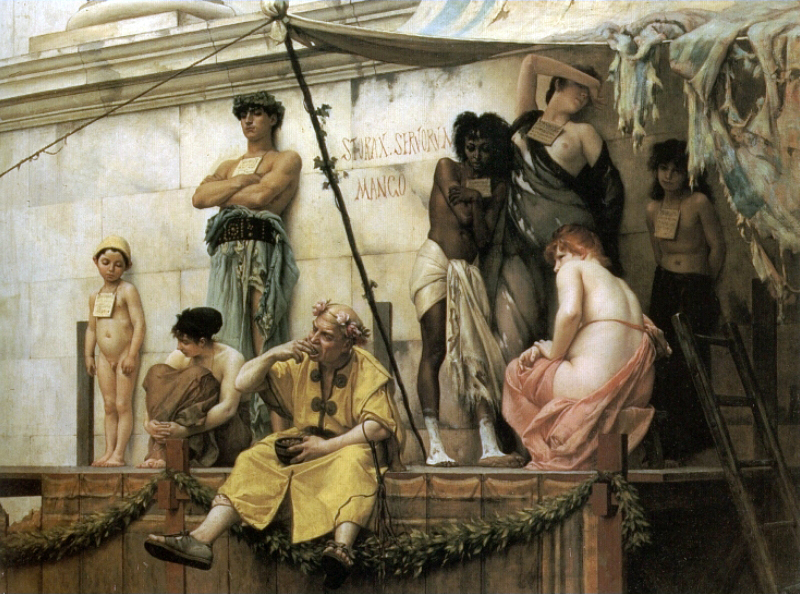
Pintura de Gustave Boulanger (1824-1888), retratando um mercado de escravos na Antiguidade.

Gustave Clarence Rodolphe Boulanger (Paris, 25 de abril de 1824 – Paris, 22 de setembro de 1888) foi um pintor francês.